# Martin Haug
Martin Haug (Ostdorf, 30 gennaio 1827 – Bad Ragaz, 3 giugno 1876) è stato un orientalista tedesco.

## Biografia
Haug nacque a Ostdorf (oggi una parte di Balingen), Württemberg. Divenne allievo del ginnasio di Stoccarda in età relativamente tarda e nel 1848 entrò all'Università Eberhard Karls di Tubinga, dove studiò lingue orientali, in particolare il sanscrito. Successivamente frequentò lezioni all'Università Georg-August di Göttingen e nel 1854 si stabilì come Privatdozent all'Università di Bonn. Nel 1856 si trasferì all'Università di Heidelberg, dove assistette Bunsen nelle sue imprese letterarie.
Nel 1859 accettò un invito in India, dove divenne sovrintendente agli studi sanscriti e professore di sanscrito a Pune. Qui la sua conoscenza della lingua e della letteratura zend gli ha offerto eccellenti opportunità per estendere la sua conoscenza di questo ramo della letteratura. Tornato a Stoccarda nel 1866, fu chiamato a Monaco come professore di sanscrito e filologia comparata nel 1868.
Fu il Dr. Haug che originariamente delineò la struttura dei popolari libri introduttivi in sanscrito di Bhandarkar che furono usati in tutta l'India all'inizio del XX secolo.
Haug morì a Bad Ragaz.

## Opere
Il risultato delle sue ricerche a Pune fu il volume Essays on the sacred language, writings and religion of the Parsees (Bombay, 1862), di cui apparve una nuova edizione, a cura di E. W. West, notevolmente arricchita dalle carte postume dell'autore 1878.
Haug ha pubblicato una serie di altre opere di notevole importanza per lo studio delle letterature dell'antica India e della Persia, tra cui:
- Die Pehlewisprache und der Bundehesch (1854)
- Die Schrift und Sprache der zweiten Keilschriftgattung (1855)
- Die fünf Gathas, edited, translated and expounded (1858–1860)
- un'edizione von traduzione e commento del Aitareya Brahnsana dei Rigveda (Bombay, 1863), che è considerata la sua opera migliore nel campi dell'anica letteratura indiana
- A Lecture on an original Speech of Zoroaster (1865)
- An old Zend-Pahlavi Glossery (1867)
- Über den Charakter der Pehlewisprache (1869)
- Das 18. Kapitel des Wendidad (1869)
- Über das Ardai-Virafnameh (1870)
- An old Pahlavi-Pazand Glossary (1870)
- Vedische Rätselfragen und Rätselsprüche (1875)